# Paleothyris acadiana
Paleothyris acadiana es una especie extinta de protorotirídido y único miembro de su género, Paleothyris que vivieron en el período Carbonífero hace unos 300 millones de años.
Sus restos han sido hallados en Nueva Escocia, y es el amniota más antiguo que se conoce hasta ahora, a no ser que Westlothiana sea considerado un amniota también.

## Descripción
Tenía solo 30 cm de longitud. Se considera que fue una criatura muy ágil. Poseía dientes afilados y grandes ojos, lo que sugiere que era un depredador nocturno.
Los restos fósiles muestran que conservaba algunos de los rasgos más característicos de los anfibios, sobre todo, en su cráneo. Aunque su desarrollo evolutivo fue similar al fenotipo de los reptiles, no fue un reptil primitivo. Mientras que los dinosaurios descienden directamente del linaje de los reptiles primitivos, como el Hylonomus lyelli, los mamíferos son los descendientes de criaturas como el Paleothyris.

## Paleoecología
Probablemente saldría al anochecer para alimentarse de insectos y otros invertebrados que cazaría en el suelo de los bosques donde habitaba.